# Hypsithylla celebesiana
Hypsithylla celebesiana är en spindelart som beskrevs av Embrik Strand 1913. Hypsithylla celebesiana ingår i släktet Hypsithylla och familjen vårdnätsspindlar.
Artens utbredningsområde är Sulawesi. Inga underarter finns listade i Catalogue of Life.